# GNU 사이언티픽 라이브러리
GNU 사이언티픽 라이브러리(GNU Scientific Library, GSL)는 응용수학과 과학의 수치 계산을 위한 소프트웨어 라이브러리이다. GSL은 C로 작성되었다. 래퍼는 다른 프로그래밍 언어에 사용할 수 있다. GSL은 GNU 프로젝트의 일부이며 GNU 일반 공중 사용 허가서에 따라 배포된다.

## 예시 코드
```
#include
 
<stdio.h>

#include
 
<gsl/gsl_sf_bessel.h>

int
 
main
(
void
)

{

  
double
 
x
 
=
 
5.0
;

  
double
 
y
 
=
 
gsl_sf_bessel_J0
(
x
);

  
printf
(
"J0(%g) = %.18e
\n
"
,
 
x
,
 
y
);

  
return
 
0
;

}

```